# Cheilodipterus quinquelineatus
Cheilodipterus quinquelineatus är en fiskart som beskrevs av Cuvier 1828. Cheilodipterus quinquelineatus ingår i släktet Cheilodipterus och familjen Apogonidae. Inga underarter finns listade i Catalogue of Life.